# Кемер (поселение эпохи палеолита)
Кемер — поселение эпохи палеолита. Расположен в 25 км к северо-востоку от г. Каратау Жамбылской области. Между ущельями на расстоянии 600—700 м расположены поселения Кемер-l, Кемер-2, Кемер-3. Открыт в 1961 году Каратауской экспедицией Института истории, археологии и этнографии АН Казахстана под руководством Х. А. Алпысбаева. Поселения Кемер относятся к шелль-ашельскому периоду нижнего палеолита.